# Беловежская эпоха
Беловежская эпоха — условное обозначение, используемое некоторыми политологами, политическими деятелями и публицистами в отношении новой исторической эпохи в международных отношениях, наступившей в начале 1990-х гг. с подписанием Беловежских соглашений о роспуске Советского Союза и, по их мнению, пришедшей на смену биполярной Ялтинско-Потсдамской системе международных отношений, сложившейся по результатам Второй мировой войны.

## Распространённость
Выражение, по-видимому, было введено в оборот лидером КПРФ Геннадием Зюгановым, использовавшим его в 1997 году в своей книге «География победы. Основы российской геополитики».
Мнение о том, что подписание Беловежских соглашений, формализовавшее фактический распад Советского Союза, ознаменовало собой появление новой геополитической ситуации, начало нового, постсоветского исторического периода («эпохи»), в достаточной степени распространено среди современных российских и зарубежных политологов, публицистов, политиков, государственных деятелей бывших социалистических и постсоветских государств.

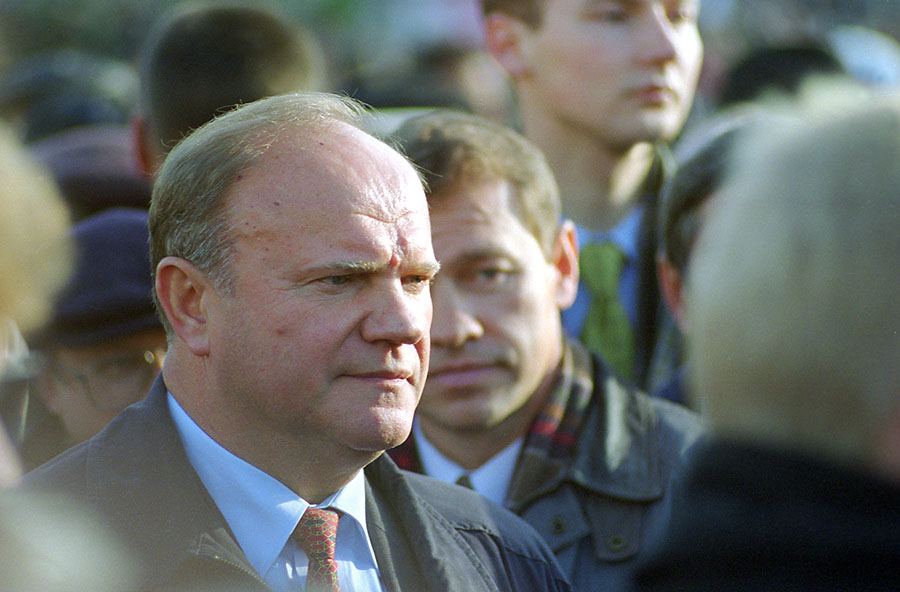
Геннадий Зюганов

Само выражение «Беловежская эпоха» упоминалось и/или употреблялось в учебной и справочной литературе конца 1990-х гг., а также встречается в полемических выступлениях политиков и политологов, негативно оценивающих распад СССР и его последствия.
На Западе в качестве рубежа смены эпох (англ. Post-Cold War era), как правило, называют отставку Михаила Горбачёва с поста президента СССР и произошедшее тогда же рождественское телеобращение президента США Джорджа Буша, объявившего о конце холодной войны. Хронологически подписание Беловежских соглашений и упомянутые события произошли в декабре 1991 года.

## Характеристика эпохи
Распад мирового социалистического лагеря привёл к ликвидации биполярной системы международных отношений. Мир вступил в период глобального доминирования США. Несмотря на роспуск Варшавского договора, альянс НАТО продолжил своё существование и даже расширился: к 2004 году в Североатлантический альянс вошли практически все бывшие участники Варшавского блока.
Начало Беловежской эпохи характеризовалось большим количеством военных конфликтов во всём мире. Впервые с окончания Второй мировой войны вспыхнули вооружённые конфликты в Европе — на Балканах и Северном Кавказе. Резко обострилась борьба за энергетические ресурсы.
В 2004—2007 годах 10 государств Восточной Европы завершили свою начавшуюся в 1990-х годах интеграцию в Европейский союз: к 2008 году это объединение насчитывало уже не 15, а 27 стран-участниц. Однако ЕС так и не удалось пока стать единым геополитическим полюсом из-за неспособности выработать общую внешнюю политику. По мнению ряда исследователей, объединению Европы мешают как внутренние разногласия, хронически проявляющиеся вследствие неравномерности развития и разнонаправленности экономических интересов стран-участниц, так и внешние факторы: выстраивание «санитарного кордона» вдоль западных российских границ из наиболее радикально ориентированных на евроатлантическую интеграцию государств Восточной Европы и жёсткая энергетическая политика России.

## Прогнозы
Относительно окончания Беловежской эпохи среди специалистов пока не выработалось единого мнения. Ряд политологов считает, что эпоха уже успела закончиться. В качестве рубежей называются 1998 (Пётр Своик), 2002 (Гейдар Джемаль), 2003 (Леонид Грач), 2007 (Кирилл Фролов) и др. годы. Некоторые восточноевропейские политики усматривают сегодня начало ещё одной, пока не имеющей собственного имени эпохи, проходящей под знаком «возвращения России». Остальные специалисты говорят об эпохе после Беловежья как о продолжающейся реалии настоящего времени, либо не выражают точки зрения относительно её хронологического конца.